# Віола Амгерд
Віола Амгерд (нім. Viola Amherd; нар. 6 червня 1962, Бриг-Гліс, Вале, Швейцарія) — швейцарська політикиня, президентка Швейцарії з 1 січня 2024 року до 31 грудня 2024 року. Членкиня Федеральної ради Швейцарії та голова Федерального департаменту оборони, захисту населення і спорту Швейцарії з 1 січня 2019 року по 31 березня 2025 року.

## Життєпис
Народилась в місті Бриг-Гліс у 1962 році. З 1969 до 1978 року навчалась у початковій і середній школі, після цього з 1978 до 1982 вчилась в Бриґському коледжі. З 1982 до 1987 вивчала юриспруденцію в Університеті Фрібура. Після цього до 1990 року проходила інтернатуру, як адвокат і нотаріус, у Бриг-Глісі. В 1990 році отримала диплом нотаріуса, а в 1991 диплом та ліцензію адвоката від кантону Вале. У 1991 році почала власну адвокатську й нотаріальну практику, яка існувала аж до 2018 року. Також в 1994—2006 роках не на повну зайнятість працювала суддею Федеральної апеляційної комісії щодо персоналу.
Політичну кар'єру почала в 1992 році з посади членкині Ради міста Бриг-Гліс. В 1996 році стала віцепрезиденткою міста, а в 2000 році — президенткою, і перебувала на цій посаді до 2012 року. З 31 травня 2005 до 31 грудня 2018 була депутаткою в Раді кантонів Швейцарії від кантону Вале.
У жовтні 2018 році висунули її кандидатуру до Федеральної ради Швейцарії на заміну Доріс Лойтгард. 1 січня 2019 року, разом з Карін Келлер-Зуттер, вона увійшла до складу Федеральної ради Швейцарії. Одночасно із цим вона очолила Федеральний департамент оборони, захисту населення і спорту Швейцарії, ставши першою жінкою на чолі цього департаменту.
Віцепрезидентка Швейцарії з 1 січня 2023 року.
З 1 січня по 31 грудня 2024 року — Президентка Швейцарської Конфедерації.
15 січня 2025 року Амгерд оголосила, що піде у відставку з посади члена Федеральної ради у березні 2025 року.

## Особисте життя
Віола Амгерд нині неодружена і мешкає в місті Бріг-Гліс.